# Revista Crás!
A Revista Crás foi uma revista em quadrinhos publicada pela Editora Abril em 1974.
A proposta da editora era oferecer um espaço para os artistas brasileiros mostrarem seu trabalho. Entre os profissionais que colaboraram com a revista destacam-se nomes como o de Renato Canini, Waldyr Igayara, Primaggio, Ruy Perotti, Ivan Saidenberg, Nivaldo Ramos Pissai, Zélio, Ciça, José Lanzellotti e muitos outros, entre desenhistas e argumentistas dos mais variados gêneros.
Apesar da qualidade do material, da proposta inovadora e do incentivo da editora, a revista teve apenas seis edições, sendo encerrada em 1975.
Entre os personagens de maior sucesso da publicação, cabe destacar o Kactus Kid, criação de Renato Canini, e Satanésio, de Ruy Perotti.